# Micromenia fodiens
Micromenia fodiens är en blötdjursart som först beskrevs av Mathilde Schwabl 1955.  Micromenia fodiens ingår i släktet Micromenia och familjen Dondersiidae. Arten är reproducerande i Sverige. Inga underarter finns listade i Catalogue of Life.